# Saprochaete fungicola
Saprochaete fungicola är en svampart som beskrevs av de Hoog & M.T. Sm. 2004. Saprochaete fungicola ingår i släktet Saprochaete och familjen Dipodascaceae.   Inga underarter finns listade i Catalogue of Life.